# Hansgünter Meyer
Hansgünter Meyer (* 13. Oktober 1929 in Tangermünde; † 26. April 2015 in Berlin-Hohenschönhausen) war ein deutscher Soziologe, der Professor an der Akademie der Wissenschaften der DDR war und als einziger Präsident der Gesellschaft für Soziologie (GfS) amtierte.

## Leben
Hansgünter Meyer studierte Philosophie, war seit 1961 mit empirischen soziologischen Untersuchungen beschäftigt. Von 1965 bis 1974 war er am Aufbau der Soziologie an der Akademie der Wissenschaft der DDR beteiligt. Er war seit 1973 Professor für Soziologie an der Akademie der Wissenschaften der DDR in Berlin und zudem Mitglied im Rat für Soziologische Forschung der DDR, den er aber 1974 wegen angeblich ideologischer Unzuverlässigkeit verlassen musste. In der Folge wurde er an das Institut für Wissenschaftstheorie der Akademie versetzt und durfte nicht mehr als Soziologe forschen. Auf dem fünften Soziologenkongress der DDR wurde er 1990 zum Präsidenten der neu konstituierten Gesellschaft für Soziologie (GfS) gewählt. Er amtierte bis zur Selbstauflösung der GfS am Jahresende 1992. Von 1990 bis 1994 war er wissenschaftlicher Mitarbeiter am Wissenschaftszentrum für Sozialforschung in Berlin und publizierte zu Fragen der Hochschulentwicklung in den neuen Bundesländern.

## Schriften (Auswahl)
- Neugestaltung der Hochschulen in Ostdeutschland: Szenarien – Friktionen – Optionen – Statistik. WZB (Wissenschaftszentrum Berlin für Sozialforschung, Forschungsgruppe Wissenschaftsstatistik), Berlin 1993, DNB 940788152.
- Soziologie und soziologische Forschung in der DDR. In: Bernhard Schäfers (Hrsg.): Soziologie in Deutschland: Entwicklung, Institutionalisierung und Berufsfelder, theoretische Kontroversen. Leske und Budrich, Opladen 1995, ISBN 3-8100-1300-5, S. 35–49.
- Die Entdeckung der Soziologie. Eine intellektuelle kolumbianische Erfahrung. In: Christian Fleck (Hrsg.): Wege zur Soziologie nach 1945. Autobiographische Notizen. Leske und Budrich, Opladen 1996, ISBN 3-8100-1660-8, S. 263–290.
- Die Paradoxien der Hochschulforschung und das Neugestaltungs-Syndrom. WZB, Berlin 1995, DNB 945648316.
- Leben und Werk des Otto Rosenkranz. Versuch einer Biographie. Rosa-Luxemburg-Stiftung Sachsen, Leipzig 2001, ISBN 3-89819-082-X.